# Le Songe (pièce de théâtre)
Pour les articles homonymes, voir Le Songe (homonymie).
Le Songe (Ett drömspel) est une pièce de théâtre d'August Strindberg parue en 1901.

## Argument
Agnès, fille du dieu védique Indra, descend sur Terre pour se pencher sur des problèmes des humains. Elle rencontre une quarantaine de personnages, dont certains ont une valeur symbolique évidente (comme quatre doyens représentant la théologie, la philosophie, la médecine et le droit). Après avoir éprouvé toutes sortes de souffrances humaines (par exemple la pauvreté, la cruauté et la routine abrutissante de la vie de famille), la fille des dieux se rend compte que les êtres humains doivent être pris en pitié. Elle retourne au Ciel et ce moment correspond à l'éveil d'un rêve.

## Adaptation à l'écran
- 1963 : Le Songe (Ett drömspel), téléfilm d'Ingmar Bergman

## Adaptations au théâtre
- 2006 : Le Songe, mise en scène Diane de Segonzac 1